# Rhipidoglossum pareense
Rhipidoglossum pareense — вид квіткових рослин родини орхідних (Orchidaceae). Описаний у 2022 році.

## Поширення
Вид виявлено в горах Південні Паре та на заході гір Усамбара на північному сході Танзанії на висоті до 1500 метрів.

## Опис
Рослина з коротким стеблом, декілька сантиметрів заввишки, і суцвіттям з кількох дзвіночкоподібних білих квіток (до 12 штук).